# Heinrich Aberli
Heinrich Aberli (* im 15. oder 16. Jahrhundert; † im 16. Jahrhundert) war ein Schweizer Bäcker und ein Anhänger der Schweizer Täuferbewegung.

## Leben
Die Lebensdaten Heinrich Aberlis sind unbekannt. Er ist in der Zeit von 1522 bis 1526 in Zürich belegt.
Er gehörte zu einem Kreis von Prototäufern, zu dem neben den humanistisch gebildeten Männern Konrad Grebel und Felix Manz der Theologe Martin Cellarius, die drei ehemaligen Kleriker Wilhelm Reublin, Johannes Brötli und Ludwig Hätzer, der Buchhändler Andreas Castelberger, aber auch Simon Stumpf, Lorenz Hochrütiner und der Bäcker Bartlime Pur gehörten. Bei einem Verhör berichtete Aberli, dass der Castelberger Lesekreis, eine Laienbibelschule, deren Mitbegründer er war, aufgrund eines besonderen Wunsches zustande gekommen sei. Er selbst, Hochrütiner, Jörg Blaurock und Pur hätten das Anliegen gehabt, sich in der evangelischen Lehre und insbesondere in den Schriften des Apostels Paulus gemeinsam weiterzubilden.
Er beteiligte sich als radikaler Anhänger Ulrich Zwinglis am 9. März 1522 am legendären Wurstessen/Fastenbruch in der Offizin des Druckers Christoph Froschauers und hatte kurz zuvor selber im Bäcker-Zunfthaus Zum Weggen am Aschermittwoch einen selbst mitgebrachten Braten verzehrt. Er störte auch die Predigten von Ordensleuten, indem er ihnen ins Wort fiel und sie der Lüge bezichtigte. Aberli war Mitinitiator einer evangelischen Demonstration und Teilnehmer beim Zürcher Bildersturm.
Wegen seiner Beteiligung an einem Treffen, bei dem Zwingli zu einem gemeinsamen Essen eingeladen worden war, wurde Aberli gemeinsam mit Klaus Hottinger zum Verhör vor den Zürcher Rat geladen, weil diesem zugetragen worden war, dass bei dem gemeinsamen Essen 500 Personen anwesend sein sollten, von denen Unruhen und Aufruhr ausgehen könnten. Hottinger stellte im Verhör jedoch richtig, dass lediglich 34 Männer der Landschaft teilgenommen hätten. Nach dem Verhör, bei dem ihnen künftige Zusammenkünfte verboten worden waren, erklärte Hottinger ihm, dass es in der Vergangenheit bereits solche Verbote gegeben habe, und Aberli erwiderte darauf, dass man Hans Waldmann den Kopf abgehauen habe, diese Äusserung führte kurz darauf zu einem weiteren Verhör vor dem Rat.
1524 wird er auch in Verbindung mit dem sogenannten Zürcher Zusatz genannt, dem Beistand radikaler Zürcher für das durch Österreich bedrohte Waldshut. Er war vom Zusatz aufgefordert worden, sich ihnen anzuschließen und vierzig bis fünfzig gut ausgerüstete Männer zu rekrutieren, um Waldshut gegen die Habsburger zu verteidigen. Obwohl seine Unterstützung nicht sicher ist, geht die Mehrheit der Forschung davon aus, dass er der Bitte nachkam.
Er war Mitunterzeichner des Briefes Konrad Grebels vom 5. September 1524 an Thomas Müntzer, den die Zürcher Gegner der Kindertaufe und des Kirchengesangs an diesen schrieben.
1525 empfing er durch Jörg Blaurock in Zollikon die Gläubigentaufe.
Nach der Flucht Balthasar Hubmaiers, Pfarrer der Oberen Kirche in Waldshut, und dessen Ehefrau Elsbeth Hügline Ende 1525, brachte Aberli das Ehepaar zu einer Witwe, die ebenfalls zu den Täufern gehörte; dort wurde Hubmaier kurz darauf in Gewahrsam genommen.
Aberli führte seine eigene Ehefrau nach Hallau zur Gläubigentaufe, kam aber schliesslich zur Einsicht, dass er «nit sig gesanndt ze toufen, sonnder brott zu bachenn» («nicht gesandt sei zu taufen, sondern Brot zu backen»).